# Jean-Luc Adorno
Jean-Luc Adorno (30 de junho de 1961) é um nadador monegasco. Participou dos Jogos Olímpicos de Verão de 1984, mas não ganhou medalhas.